# Мединя-Ланьцуцька
Мединя-Ланьцуцька (пол. Medynia Łańcucka) — село в Польщі, у гміні Чорна Ланьцутського повіту Підкарпатського воєводства.
Населення — 697 осіб (2011).
У 1975-1998 роках село належало до Ряшівського воєводства.

## Демографія
Демографічна структура станом на 31 березня 2011 року:
|          | Загалом | Допрацездатний вік | Працездатний вік | Постпрацездатний вік |
| -------- | ------- | ------------------ | ---------------- | -------------------- |
| Чоловіки | 322     | 75                 | 211              | 36                   |
| Жінки    | 375     | 78                 | 217              | 80                   |
| Разом    | 697     | 153                | 428              | 116                  |